# Dave Ulrich
David (Dave) Olson Ulrich, född 13 september 1953, är en amerikansk forskare och författare inom Human resources (HR). Han är verksam vid Ross School of Business inom University of Michigan. Ulrich är också verksam inom The RBL Group som han varit med och grundat.
Dave Ulrich har publicerat över 15 böcker och 100 artiklar inom sitt verksamhetsområde. Han har haft en stor betydelse för utveckling av modern HR under 2000-talet, inte minst genom sina teorier om HR-transformation.
HR Magazine listade Ulrich som den internationellt mest inflytelserika personen inom HR-området 2006, 2007 och 2008. År 2001 utsågs han till den viktigaste managementutbildaren av BusinessWeek.

## Böcker på svenska
- 2007 – Värdeskapande HR ISBN 9789144005348